# Earl of Moray

Ursprüngliches Wappen des Earldoms Moray

Wappen der heutigen Earls of Moray

Earl of Moray (ausgesprochen „Murry“) ist ein erblicher britischer Adelstitel, der sechsmal in der Peerage of Scotland verliehen wurde.

## Verleihungen
Erstmals wurde der Titel 1314 Thomas Randolph verliehen. Seine letzte Nachfahrin war Elizabeth Stewart, 7. Countess of Moray, deren Ehemann ebenfalls als Earl anerkannt wurde. Der Titel erlosch, als sein kinderloser jüngerer Sohnes, der 3. Earl, 1346 in der Schlacht von Neville’s Cross fiel.
In derselben Schlacht geriet der schottische König David II. in englische Gefangenschaft geraten und wurde erst 1357 gegen Versprechen eines Lösegeldes freigelassen. Zu den von David II. wegen Zahlungsverzug des Lösegeldes gemachten Zugeständnissen an England gehörte, dass er den englischen Hochadligen Henry of Grosmont, 1. Duke of Lancaster, einen Neffen dritten Grades des englischen Königs Eduard III. am 5. April 1359 in zweiter Verleihung zum Earl of Moray erhob. Dieser führte bereits einige englische Titel, insbesondere Duke of Lancaster, Earl of Lancaster, Earl of Leicester, Earl of Derby und Earl of Lincoln. Als er 1361 starb, ohne Söhne zu hinterlassen, erlosch der Titel. 
In dritter Verleihung wurde der Titel am 9. März 1372 John Dubar verliehen. Der Ehemann seiner Urenkelin, der 5. Countess, Archibald Douglas, Earl of Moray fiel 1455 in der Schlacht von Arkinholm, als er gegen den König rebellierte und der Titel wurde eingezogen.
Am 12. Juni 1501 wurde der Titel in vierter Verleihung für James Stewart, den Sohn von König Jakob IV. geschaffen. Dieser Earl starb 1544/45 ohne Nachkommen, der Titel erlosch.
In fünfter Verleihung wurde im Februar 1549 der Titel dann George Gordon, 4. Earl of Huntly gewährt, der bereits Earl of Huntly war. 1562 wurden ihm seine Titel wegen Hochverrats aberkannt.
Am 30. Januar 1562 wurde der Titel in sechster Verleihung James Stewart verliehen, dem unehelichen Sohn von König Jakob V. Zusammen mit der Earlswürde wurde ihm der nachgeordnete Titel Lord Abernethy and Strathearn verliehen. Sein Enkel, der 3. Earl, erbte 1592 von seinem Vater auch den Titel 3. Lord Doune und 1620 von seinem Cousin den Titel 3. Lord St. Colme, die seither ebenfalls nachgeordnete Titel des jeweiligen Earls sind. Seinem Nachfahren, dem 9. Earl, wurde am 4. Juni 1796 auch zum Baron Stuart, of Castle Stuart in the County of Inverness erhoben. Dieser Titel gehört zur Peerage of Great Britain und war bis 1999 mit direkt mit einem Sitz im House of Lords verbunden. Die schottischen Titel berechtigten erst ab 1963 hierzu.
Der Familiensitz der heutigen Earls ist Doune Lodge bei Doune, Stirling.

## Liste der Earls of Moray

### Earls of Moray, erste Verleihung (1314)
- Thomas Randolph, 1. Earl of Moray († 1332)
- Thomas Randolph, 2. Earl of Moray († 1332)
- John Randolph, 3. Earl of Moray († 1346)

### Earls of Moray, zweite Verleihung (1359)
- Henry of Grosmont, 1. Duke of Lancaster, 1. Earl of Moray († 1361)

### Earls of Moray, dritte Verleihung (1372)
- John Dunbar, 1. Earl of Moray († 1391)
- Thomas Dunbar, 2. Earl of Moray († um 1420)
- Thomas Dunbar, 3. Earl of Moray († um 1425)
- James Dunbar, 4. Earl of Moray († 1429)
- Elizabeth Dunbar, 5. Countess of Moray († 1485) ⚭ Archibald Douglas, de iure uxoris Earl of Moray († 1455) (Titel verwirkt 1455)

### Earls of Moray, vierte Verleihung (1501)
- James Stewart, 1. Earl of Moray (um 1499–1544/45)

### Earls of Moray, fünfte Verleihung (1549)
- George Gordon, 4. Earl of Huntly, 1. Earl of Moray (1514–1562) (Titel verwirkt 1562)

### Earls of Moray, sechste Verleihung (1562)
- James Stewart, 1. Earl of Moray (um 1531–1570)
- Elizabeth Stewart, 2. Countess of Moray († 1591) ⚭ James Stewart, 2. Lord Doune, de iure uxoris 2. Earl of Moray († 1592)
- James Stewart, 3. Earl of Moray († 1638)
- James Stewart, 4. Earl of Moray († 1653)
- Alexander Stuart, 5. Earl of Moray († 1701)
- Charles Stuart, 6. Earl of Moray († 1735)
- Francis Stuart, 7. Earl of Moray († 1739)
- James Stuart, 8. Earl of Moray (1708–1767)
- Francis Stuart, 9. Earl of Moray (1737–1810)
- Francis Stuart, 10. Earl of Moray (1771–1848)
- Francis Stuart, 11. Earl of Moray (1795–1859)
- John Stuart, 12. Earl of Moray (1797–1867)
- Archibald Stuart, 13. Earl of Moray (1810–1872)
- George Stuart, 14. Earl of Moray (1816–1895)
- Edmund Stuart, 15. Earl of Moray (1840–1901)
- Francis Stuart, 16. Earl of Moray (1842–1909)
- Morton Stuart, 17. Earl of Moray (1855–1930)
- Francis Stuart, 18. Earl of Moray (1892–1943)
- Archibald Stuart, 19. Earl of Moray (1894–1974)
- Douglas Stuart, 20. Earl of Moray (1928–2011)
- John Stuart, 21. Earl of Moray (* 1966)

Titelerbe (Heir apparent) ist der Sohn des aktuellen Titelinhabers James Stuart, Lord Doune (* 2002).